# Uia di Mondrone
Uia di Mondrone – szczyt w Alpach Graickich, części Alp Zachodnich. Leży w północnych Włoszech w regionie Piemont. Należy do masywu Alpi di Lanzo e dell’Alta Moriana. Szczyt można zdobyć ze schroniska Rifugio Città di Cirié (1850 m).